# Haunted Lives: True Ghost Stories
Haunted Lives: True Ghost Stories é um curta-metragem (43 min) documentário estadunidense de 1991, co-escrito por Peter M. Lenkov, A L Katz, Gilbert Adler e David Braff e dirigido por Tobe Hooper

## Elenco
- Leonard Nimoy .... Ele mesmo - Anfitrião
- Jared Rushton
- Kent Burden  ....  Joe Torres
- Sarah Carson .... Kate Morgan
- Doren Fein   ....
- Jeannette Lewis .... Story-teller
- Marianne Muellerleile .... Seance Medium
- Van Williams .... Mr. Fitzgerald
- Del Zamora  .... Construction Worker